# Marcia Haydée
Marcia Haydée, ve skutečnosti Márcia Haydée Salaverry Pereira da Silva, (narozena 18. dubna 1937 v Niterói, Brazílie) je brazilská tanečnice, choreografka a ředitelka baletu. Je považována za jednu z největších baletek 20. století a je uznávána i pro své herecké umění. Mezi slavné taneční partnery patřili Rudolf Nurejev, Michail Baryšnikov a Richard Cragun.

## Život
Marcia Haydée vyrostla v Rio de Janeiru jako dcera lékaře. Její mezinárodní kariéra začala debutem v Rio de Janeiru v roce 1953. Po několika letech angažmá v Grand Ballet du Marquis de Cuevas přišla Marcia Haydée v roce 1961 do Stuttgartu. Od generálního ředitele Waltera Ericha Schäfera přijala angažmá ve Stuttgart Ballet, kde se stala primabalerínou pod vedením Johna Cranka.
Průlom ke světové slávě přišel v roce 1962 v baletu Romeo a Julie, později vytvořila hlavní role v Crankově baletech Oněgin a Zkrocení zlé ženy, Jejím pravidelným tanečním partnerem byl přes 30 let Richard Cragun. Stuttgartská společnost se stala jednou z předních baletních společností na světě. Po smrti Johna Cranka v roce 1974 převzal vedení souboru Američan Glen Tetley, ale již v roce 1976 byla ředitelkou baletu jmenována Marcia Haydée.
Spolupracovala i s dalšími současnými tanečníky a choreografy, jako je John Neumeier, který jí věnoval svůj balet Dáma s kaméliemi, nebo Maurice Béjart. Jako ředitelka ve Stuttgartu podporovala mladé talenty, například to byl William Forsythe, dnes jeden z nejvýznamnějších choreografů světa, Uwe Scholz nebo Renato Zanella. Vytvořila také své vlastní choreografie: 1987 Spící krasavice a 1989 Giselle. V letech 1994 až 1996 řídila baletní soubory jak ve Stuttgartu tak v Santiagu de Chile. Stuttgartský balet opustila v roce 1996. Od roku 2002 opět režírovala balet Santiaga de Chile v Teatro Municipal, objela se souborem svět a nyní uvádí taneční divadlo. V prosinci 2020 ukončila své ředitelství v Santiagu de Chile, ale zůstává se společností spojena  jako mezinárodní poradce. .
Žila 16 let s Richardem Cragunem, později devět let s tanečníkem Jean-Christophe Blavierem. Od roku 1995 je vdaná za svého učitele jógy Günthera Schöberla.

## Ocenění
V roce 1975 dostala řád za zásluhy spolkové země Baden–Würtenberg. V roce 1989 dostala cenu Deutscher Tanzpreis, v roce 2003 Nižinského cenu. V roce 2004 obdržela Orden al Mérito Cultural of Brazil. Německá spolková země Bádensko Württembersko ji v roce 2007 vyznamenala Stauferovou medailí (Die Staufermedaille). Stuttgart ji učinil čestnou občankou, je čestnou profesorkou na univerzitě ve Stuttgartu a na univerzitě v Mannheimu. V březnu 2009 jí byl udělen německý Řád za zásluhy (Großes Verdienstkreuz mit Stern). V roce 2019 obdržela cenu za celoživotní dílo z Prix de Lausanne.

## Filmografie
- Die Kameliendame. Hraný film/taneční film, Německo, 1987, 129 minut, režie: John Neumeier, produkce: NDR, Polyphon-Film
- Golgotha. Hraný film, Německo, Bulharsko, 1994, 125 minut, režie: Michail Pandoursky, produkce: Pandora Film
- Poem – Ich setzte den Fuß in die Luft und sie trug. Filmové drama, zfilmovaná literatura, Německo, 2000/02, 92 minut, režie: Ralf Schmerberg, produkce: Trigger Happy Productions
- M. for Marcia. Marcia Haydée - die Tanzlegende des 20. Jahrhunderts. Dokumentation, 2006, 52 minut, film od Jeana Christophe Blaviera, produkce: moving-angel GmbH (DVD).[pozn 2]
- Marcia Haydée – Das Schönste kommt noch!. Dokumentation, 2007, 45 minut, film od Jeana Christophe Blaviera (dlouholetý taneční partner Marcii Haydeé), produkce: ZDF–Theaterkanal, moving-angel GmbH, První vysílání: 3sat, 15. prosinec 2007

## Publikace
- Marcia Haydée: Mein Leben für den Tanz. DVA, Stuttgart 1996, ISBN 3-421-05027-9
- Marcia Haydée: John Cranko. S úvodem od Walter Erich Schäfer. Belser, Stuttgart 1973, ISBN 3-7630-9014-2